# Suzanne Thiollière
 Suzanne Thiollière, née le 17 septembre 1924 à Chamonix et morte le 6 juin 1991 en Suisse, est une skieuse alpin française.

## Biographie

### Famille
Suzanne Thiollière est la fille d'un forgeron qui participa à la construction du téléphérique de l'Aiguille du Midi . Elle est la sœur cadette de la skieuse Georgette Thiollière-Miller (médaillée de bronze sur la descente des jeux olympiques à Aspen en 1950) et du skieur et sauteur à ski Henri Thiollière.

### Carrière sportive
Sa carrière est émaillée d'un bon nombre de blessures, dues peut-être à sa témérité.
En 1948 à Saint-Moritz elle prend la 6e place de la descente des jeux olympiques.
Elle participe à trois championnats du monde. Son meilleur résultat est une 5e place sur le slalom à Bad Gastein en 1958. Elle y prend aussi la 8e place de la descente à Aspen en 1950, ainsi que la 8e place du slalom géant à Åre  en 1954.
Elle est sacrée trois fois championne de France dont deux fois en descente (1944 et 1947) et une fois au combiné (1955).
À partir du milieu des années 1950, elle court sous le nom de Thiollière-Guirand (à la suite de son mariage).
Elle a participé à trois courts métrages :
- Flamme de Pierre de Gaston Rébuffat en 1947
- La grande descente de Georges Strouvé en 1953
- Le conquérant de l'inutile de Marcel Ichac en 1966

## Palmarès

### Jeux olympiques
| Épreuve / Édition    | Descente | Slalom  | Combiné |
| -------------------- | -------- | ------- | ------- |
| JO 1948 Saint-Moritz | 6e       | Abandon | 10e     |

### Championnats du monde
| Épreuve / Édition         | Descente | Slalom géant | Slalom | Combiné |
| Mondiaux 1950 Aspen       | 8e       | -            | -      | -       |
| Mondiaux 1954 Åre         | -        | 8e           | -      | -       |
| Mondiaux 1958 Bad Gastein | 11e      | Abandon      | 5e     | -       |

### Championnats de France Elite
| Édition / Epreuve                 | Descente | Slalom | Combiné |
| --------------------------------- | -------- | ------ | ------- |
| Championnats 1944 Serre-Chevalier | Or       | -      | -       |
| Championnats 1947 Mégève          | Or       | 4e     | Bronze  |
| Championnats 1949 Chamonix        | -        | Argent | -       |
| Championnats 1955 La Clusaz       | -        | -      | Or      |
| Championnats 1957 Morzine         | Argent   | -      | -       |

## Articles annexes
- Meilleures performances françaises aux Championnats du monde de ski alpin
- Meilleures performances françaises en ski alpin aux Jeux olympiques